# Achramorpha
Genre
Achramorpha est un genre d'éponges de la famille Achramorphidae. Les espèces de ce genre sont marines. L'espèce type est Achramorpha nivalis. À l'origine, ce genre avait été placé dans la famille Staurorraphidae.

## Liste d'espèces
Selon World Register of Marine Species (14 février 2017) :
- Achramorpha diomediae Hozawa, 1918
- Achramorpha glacialis Jenkin, 1908
- Achramorpha grandinis Jenkin, 1908
- Achramorpha nivalis Jenkin, 1908
- Achramorpha truncata (Topsent, 1908)

## Publication originale
- (en) C. F. Jenkin, « Porifera. III. Calcarea. National Antarctic Expedition, 1901-1904 », Natural History, Musée américain d'histoire naturelle, vol. 4,‎ 1908, p. 1-49 (ISSN 0028-0712, OCLC 1759475, lire en ligne).